# 巴爾米拉攻勢 (2016年3月)
2016年3月的巴爾米拉攻勢是敘利亞政府軍在俄羅斯空軍支援下，從伊斯兰国手上奪回古城巴尔米拉的一次作戰行動。

## 過程
2016年3月9日，俄軍開始在巴爾米拉一帶進行猛烈空襲，至次日已有32名伊斯蘭國戰士被炸死。
主要的地面戰鬥在3月12日開始。次日敘軍進攻巴爾米拉城堡所在的Qassoun山。敘軍計劃對巴爾米拉展開三面攻勢進行包圍。
3月15日，政府軍攻佔Hayyan山，距離巴爾米拉不到4公里。連接巴爾米拉和蘇赫奈的道路被俄軍空襲，造成26人喪生。
3月17日，伊斯蘭國乘沙塵暴進行反攻，被敘軍擊退。一名俄軍在該日陣亡。
3月21日，17名敘軍士兵被俄軍導彈誤中喪生。同日，大批國防軍援兵抵達巴爾米拉西郊，使政府軍在該地區的兵力增至超過6,000人。
3月23日，敘軍進至巴爾米拉以南1至2公里處。
3月25日早上，親政府部隊攻佔巴爾米拉西面和西北面的數個小山。同日稍後敘軍收復巴爾米拉城堡。
3月26日，國營電視台報道敘軍攻佔巴爾米拉的3個地區。到3月27日破曉，巴爾米拉完全落入敘軍之手。東面市郊仍有零星戰鬥。大部分伊斯蘭國武裝分子向東面撤退。同日稍後，敘軍攻佔監獄和空軍基地，30名伊斯蘭國武裝分子陣亡。

## 後事

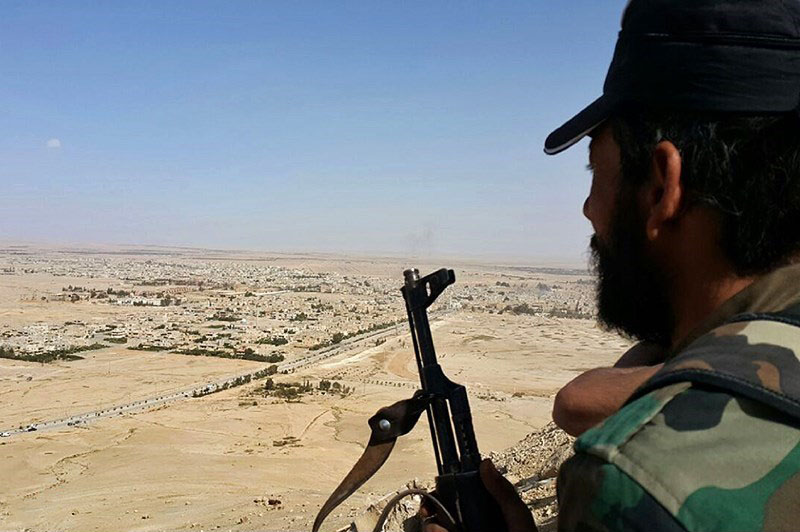
戰鬥過後的巴爾米拉

巴爾米拉被收復後，有俄軍抵達當地協助清除伊斯蘭國撤退時佈置的爆炸物。此外，估計有至少280人在伊斯蘭國佔領巴爾米拉期間被處決。
2016年12月11日，伊斯蘭國再次攻佔巴爾米拉。